# 5147 Maruyama
5147 Maruyama este un asteroid din centura principală de asteroizi.

## Descriere
5147 Maruyama este un asteroid din centura principală de asteroizi. A fost descoperit pe 28 ianuarie 1992 la Kushiro de Seiji Ueda și Hiroshi Kaneda. Asteroidul prezintă o orbită caracterizată de o semiaxă mare de 2,62 ua, o excentricitate de 0,21 și o înclinație de 8,3° în raport cu ecliptica.